# Lago Tütten
El lago Tütten (en alemán: Tüttensee) es un lago situado en la región administrativa de Alta Baviera, en el estado de Baviera (Alemania), a una elevación de 523 metros; tiene un área de 10.8 hectáreas. 
Se encuentra sobre la ladera norte de los Alpes.